# Ctenophthalmus allisoni
Ctenophthalmus allisoni är en loppart som beskrevs av Smit 1962. Ctenophthalmus allisoni ingår i släktet Ctenophthalmus och familjen mullvadsloppor. Inga underarter finns listade i Catalogue of Life.